# Oleg Kubarev
Oleg Kubarev (în belarusă Алег Кубареў, Aleh Kubareu; în rusă Олег Кубарев; n. 8 februarie 1966, Jodino) este un antrenor de fotbal și fost fotbalist bielorus care a jucat pe postul de mijlocaș.
Din septembrie 2013 până în decembrie 2014 a antrenat clubul Zimbru Chișinău,  iar în a doua jumătate a sezonului 2014-2015, în ianuarie-mai 2015 a antrenat clubul Dacia Chișinău.

## Palmares

### Antrenor
Zimbru Chișinău
- Cupa Moldovei (1): 2013–14
- Supercupa Moldovei (1): 2014

Dacia Chișinău
- Divizia Națională 2014-2015

Vicecampion: 2014-2015
- Cupa Moldovei

Finalist: 2014-2015

### Individual
În luna august 2014, Oleg Kubarev a primit premiul ”Maradona Trophy” acordat în fiecare lună de către portalul Sports.md pentru merite deosebite în fotbalul moldovenesc.

## Legături externe
- Profil pe zimbru.md Arhivat în 26 aprilie 2014, la Wayback Machine.
- Profil pe site-ul lui FC Gomel Arhivat în 27 decembrie 2013, la Wayback Machine.
- Profil Arhivat în 20 octombrie 2013, la Wayback Machine. pe soccerway
- Profil pe transfermarkt